# Anthene talboti
Anthene talboti är en fjärilsart som beskrevs av Henry Stempffer 1936. Anthene talboti ingår i släktet Anthene och familjen juvelvingar. Inga underarter finns listade i Catalogue of Life.